# Carlos Ponce
Carlos Armando Ponce Jr (nascido Carlos Armando Ponce Freyre, San  Juan, 4 de setembro de 1972) é um ator, cantor, compositor, modelo e uma personalidade de TV nascido em Porto Rico. É conhecido no Brasil, pelo personagem Santiago, na novela Dos Hogares.

## Biografia

### Primeiros anos
Ponce nasceu em Santurce, Porto Rico. Seus pais, Carlos Ponce e Esther Freyre, sairam de Cuba depois da  "Revolução". Após seu nascimento, a família mudou-se para "Humacao". Quando criança, ele participava ativamente de peças na sua escola e em casa ele costumava fazer um show para a família onde ele iria cantar as músicas mais recentes. "Carlitos", como é conhecido em Porto Rico, começaram a aparecer em comerciais de televisão com 6 anos de idade. Ele cursou o ensino médio em Humacao e foi membro do clube da escola drama.
Em 1986, a família mudou-se para Miami, Flórida e Ponce continuou a participar em produções de sua escola. Ele foi nomeado o melhor ator de estudantes da região sul dos Estados Unidos.
Em 1990, Ponce participou na Conferência de Teatro do Sudeste e competiu pela chance de ganhar uma bolsa de estudos. Ele venceu e se matriculou na Escola do Novo Mundo das Artes de Inverno. No entanto, o canal latino Univision ofereceu a Ponce a oportunidade de sediar um show chamado Hablando (Falando). Esta foi sua estréia na televisão e depois de sua estréia, ele desistiu de seus estudos universitários.

### Carreira de Ator
Após o show chegar ao fim, Ponce foi ao México para visitar um amigo. Lá, ele visitou o canal de televisão Televisa. O diretor de talentos do canal encontrou Ponce e ofereceu seu primeiro papel em uma novela: Fuego en la Sangre, estrelado por Adela Noriega e Eduardo Yáñez. Ele participou de outra novela para a Televisa, Sentimientos Ajenos, no qual ele interpretou o personagem principal. Ponce também cantou a música-tema para a produção. Ele recebeu o "Ator Revelação de 1997" pela revista Eres e nomeado "Melhor Ator" pela Revista TV y Novelas (ambos são publicações mexicanas).
Entre produções, Ponce retornou a Miami e a Univision contratou-o como o anfitrião de um novo programa, Control. Ele organizou o show por três anos e ganhou um "Prêmio ACE".
Em 2003, Ponce se juntou a Entertainment Tonight como correspondente. Ele também organizou um evento Entertainment Tonight - Casamentos Celebridades Unveiled, uma CBS primetime especial. Ponce sediou o concurso Miss Universo 2006 em Los Angeles, com Shandi Finnessey, Nancy O'Dell e Kressley Carson. Em 2007, ele estrelou a novela Chocolate Dame ao lado de Génesis Rodríguez e Monroig Karla.
Em 2011 retornou ao México para protagonizar a novela Dos Hogares, ao lado da cantora e atriz Anahí, onde interpretam o tema principal do casal, intitulado Rendirme en tu Amor.

### Televisão Americana
Durante este período, ele também fez sua estréia na televisão americana com a sua participação na série de TV Beverly Hills, 90210 e 7th Heaven. Ele também fez aparições em Live with Regis and Kathie Lee e Donny & Marie.
Em 2000, Ponce gravou seu segundo álbum, Todo lo que Soy. Os Jogos Mundiais Athletic realizado em Sevilha, Espanha adoptou a canção "Amélia" do segundo álbum de Ponce como seu tema oficial. Nesse mesmo ano, ele foi contratado pela Walt Disney Studios para interpretar a música "Bella Notte" para o filme de animação Lady and the Tramp II: Scamp's Adventure. Ele também apareceu na série da ABC, Once and Again.
Depois da tragédia do 11 de setembro de 2001, Ponce se juntou a um grupo de 100 cantores latino-americanos, que se uniram para prestar homenagem às vítimas, gravando Ultimo Adios. O produto da gravação foram doados às famílias das vítimas. Nesse mesmo ano participou da novela da Televisa, Sin Pecado Concebido, junto com a atriz mexicana, Angélica Rivera. Em 2002, gravou o tema da novela La Venganza que foi protagonizada por Gabriela Spanic e gravou seu terceiro álbum, Ponce, mais tarde naquele ano, ele assinou um contrato com a Telemundo para estrelar um reality show chamado Protagonista de la Musica, que se tornou um dos programas mais populares latino-americanos nos EUA e Porto Rico.
Em 2006, Ponce participou da gravação controversa da versão em espanhol de "The Star-Spangled Banner", chamada "Nuestro Himno", ao lado de Wyclef Jean, Gloria Trevi e Tanon Olga. Naquele mesmo ano, Ponce também desempenhou um papel em um filme Lifetime, Break-In.
Em maio de 2008, VH1 começou uma pesquisa para América "numero uno telenovela star" e narrou a jornada ao estrelato em seu mais novo da série original, "Viva Hollywood!". O "Viva Hollywood!" elenco de estrelas latinas passaram para a "Casa De Locos", onde dominaram os "7 Pecados Capitais de Telenovelas".

### Carreira de cantor
Em 1998, Emilio Estefan assinou um contrato de gravação com Ponce. Seu primeiro álbum foi intitulado Carlos Ponce, e incluía três de suas próprias composições. O álbum alcançou a posição # 1 na Billboard Latin durante nove semanas na comunidade hispânica dos Estados Unidos. Ele também alcançou o 1 º lugar na América Central e América do Sul. Ele foi premiado com um prêmio Platina Duplo para as vendas que seu álbum gerou.
Na Billboard Hot Latin Tracks, Carlos Ponce atingiu o número um local três vezes, com "Rezo", "decir Adiós" e "Escúchame".

### Filmes
Em 2003, Ponce interpretou ele mesmo no filme Chasing Papi ao lado do companheiro Puertoriquenho Roselyn Sánchez, Vidal Lisa, Walter Mercado e atriz colombiana Sofía Vergara. Depois desta experiência, partiu para Nova Zelândia, onde participou no filme independente Meet Me in Miami.
Em 2005, Ponce apareceu brevemente no filme Deuce Bigalow: European Gigolo..
Ponce foi escalado como Salvadore, um instrutor de yoga sexy.

## Filmografia

### Novelas
| Ano       | Título                                | Personagem                            | Nota                  |
| --------- | ------------------------------------- | ------------------------------------- | --------------------- |
| 1993-1994 | Guadalupe                             | Willy                                 | Juvenil               |
| 1996-1997 | Sentimientos ajenos                   | Renato Armendia                       | Protagonista          |
| 2001      | Sin pecado concebido                  | Adrián Martorel Ibañez                | Protagonista          |
| 2003-2004 | Ángel de la guarda, mi dulce compañía | Gustavo Almansa                       | Protagonista          |
| 2007      | Dame chocolate                        | Bruce Remington Kruger                | Protagonista          |
| 2010      | Perro amor                            | Antonio "El Perro" Brando             | Protagonista          |
| 2011      | Dos hogares                           | Santiago Ballesteros Ortiz Monasterio | Protagonista          |
| 2013-2014 | Santa diabla                          | Humberto Cano Almonte                 | Principal antagonista |
| 2016-2017 | Silvana sin lana                      | Manuel Gallardo "el Tiburón"          | Protagonista          |
| 2017      | La fan                                | Luis Alberto Fontan                   | Estrela convidado     |
| 2019      | Jugar con fuego                       | Jorge Jaramillo                       | Principal antagonista |
| 2020      | La doña                               | León Contreras                        | Protagonista          |
| 2021      | La suerte de Loli                     | Armando Gallardo                      | Participação especial |
| 2025      | Velvet: el nuevo imperio              | Esteban Márquez                       | Antagonista           |

### Filmes e Series
| Ano       | Título                         | Personagemfilme    |
| --------- | ------------------------------ | ------------------ |
| 1998      | Beverly Hills, 90210'          | Tom Savin          |
| 2001      | Once and Again                 | Giancarlo          |
| 2003      | Karen Sisco                    | Will               |
| 2004      | Maya & Miguel                  | Santiago Santos    |
| 2004      | Deuce Bigalow: European Gigolo | Rodrigo            |
| 2005      | Meet Me in Miami               | Luis               |
| 2005      | Complete Guide to Guys         | Steve              |
| 1997-2006 | 7th Heaven                     | Carlos Rivera      |
| 2006      | Just My Luck                   | Antonio            |
| 2006      | Stranded (2006)                | Inspector Raddimus |
| 2016      | Vanished                       | Raddimus           |
| 2008      | Lipstick Jungle                | Rodrigo            |
| 2009      | Couples Retreat                | Salvatore          |
| 2011      | Rio                            | Marce (voz)        |
| 2015      | Spy                            | Matthew Wright     |
| 2020      | Julie and The Phantoms         | Ray                |

## Discografia
- 1998: Carlos Ponce
- 1999: Todo Lo Que Soy
- 2002: Ponce
- 2003: La Historia
- 2005: Celebrando 15 Años Con
- 2010: Perro Amor

## Vida pessoal
Carlos se casou com uma namorada de adolescência, Veronica Ponce, que é uma fotógrafa profissional. Eles moram em Miami, Flórida, com seus quatro filhos, Giancarlo (nascido em 1999), Sebastián (nascido em 2001), e os gêmeos Savannah e Sienna (nascido em 2002). O casal adotou os gêmeos da Rússia. Em 2010, o casal anunciou a separação.